# Cratz
Cras (en francès Cras) és un municipi francès situat al departament de l'Òlt i a la regió d'Occitània.

## Demografia
| 1962                                       | 1968 | 1975 | 1982 | 1990 | 1999 | 2007 |
| ------------------------------------------ | ---- | ---- | ---- | ---- | ---- | ---- |
| 80                                         | 93   | 84   | 70   | 62   | 70   | 89   |
| Des de 1962: població sense dobles comptes |      |      |      |      |      |      |

## Administració
| Període | Identitat       | Partit |
| ------- | --------------- | ------ |
| 2001-   | Michel Bonhomme |        |